# Муса Мохаммед
Муса Мохаммед Маєко (англ. Musa Mohammed Mayieko, нар. 6 червня 1991, Найробі) — кенійський футболіст, захисник замбійського клубу «Нкана».
Виступав, зокрема, за клуб «Гор Магія», а також національну збірну Кенії.
Чотириразовий чемпіон Кенії.

## Клубна кар'єра
У дорослому футболі дебютував 2010 року виступами за команду «Гор Магія», в якій провів вісім сезонів і чотири рази став чемпіоном Кенії. 
2018 року підписав дворічний контракт з албанським клубом «Тирана», але контракт був розірваний у квітні 2018 року через чотири місяці, після того, як він не зміг адаптуватися до Європи.
До складу замбійського клубу «Нкана» приєднався 2018 року. 

## Виступи за збірну
2011 року дебютував в офіційних матчах у складі національної збірної Кенії.
У складі збірної був учасником Кубка африканських націй 2019 року в Єгипті, де зіграв у всіх трьох поєдинках своєї команди, проти Алжиру (0-2), Танзанії (3-2) і Сенегалу (0-3).

## Титули і досягнення
- Чемпіон Кенії (4):

«Гор Магія»: 2013, 2014, 2015, 2017